# Lock and Dam No. 15
Lock and Dam No. 15 (Schleuse und Staustufe Nr. 15) ist eines von 29 Stauwerken, die die Schifffahrt am oberen Mississippi ermöglichen. Das kombinierte Bauwerk befindet sich unterhalb der Government Bridge zwischen den Städten Rock Island in Illinois und Davenport in Iowa. Im Jahr 2004 wurde das Lock and Dam No. 15  als Historic District in das NRHP aufgenommen.

## Staustufe

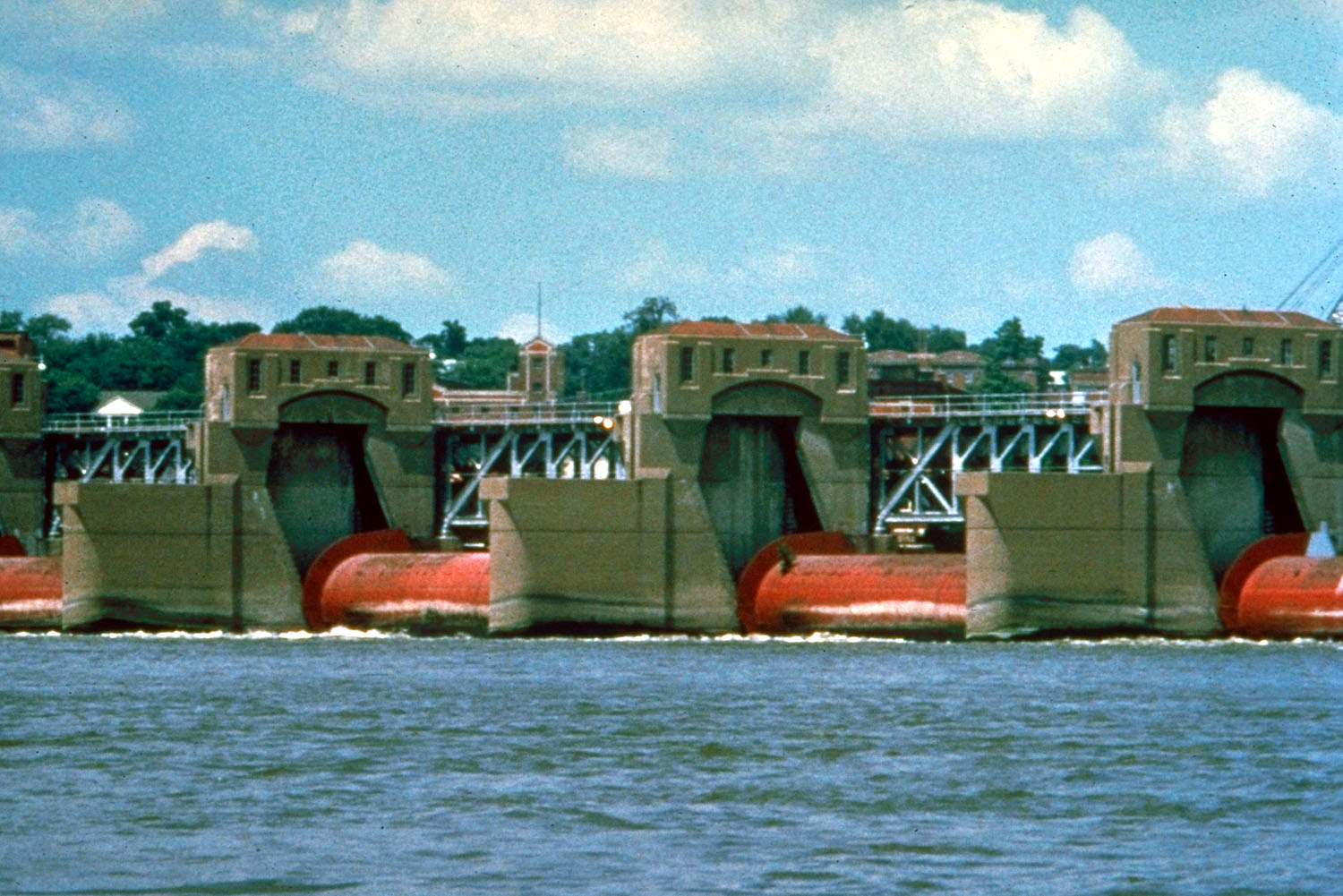
Das weltgrößte Walzenwehr in Rock Island

Die Staustufe besteht aus einem Walzenwehr mit elf Stauwalzen mit einer Gesamtlänge von 366,7 Metern. Diese sind, im Gegensatz zu den meisten anderen Stauwerken, in Flussrichtung versetzt angeordnet. Von den Stauwalzen sind zwei mit Überlauföffnungen ausgestattet. 
Die Stauhöhe beträgt 9 Fuß (2,70 m). Der Zweck des Wehres ist nicht der Hochwasserschutz, sondern das Aufstauen des Mississippi für die Schifffahrt. 

Das Stauwerk in Rock Island ist das größte Walzenwehr der Welt.

## Schleuse
Die Schleuse besteht aus zwei Kammern. Die Hauptkammer ist 182,9 m lang und 33,5 m breit, die zweite Schleusenkammer ist bei gleicher Breite 109,7 m lang. Das bedeutet, dass große Schubverbände auseinandergekoppelt werden müssen. Dabei werden die abgekoppelten Leichter an Seilen in die große Schleusenkammer gezogen, während das Schubboot durch die zweite Kammer geschleust wird.